# 5-ديكاين
5-ديكاين هو مركب عضوي هيدروكربوني من الألكاينات، صيغته الكيميائية C10H18، ويوجد على شكل سائل عديم اللون في الشروط القياسية.

## الخواص
يوجد 5-ديكاين في الشروط القياسية على شكل سائل عديم اللون، وهو غير قابل للامتزاج مع الماء.
يتميز المركب بأنه متناظر بنيوياً، حيث تقع الرابطة الثلاثية في منتصف السلسلة الكربونية، وذلك على غرار ألكاينات أخرى مثل 2-بوتاين و3-هكساين و4-أوكتاين.